# Saccharometer

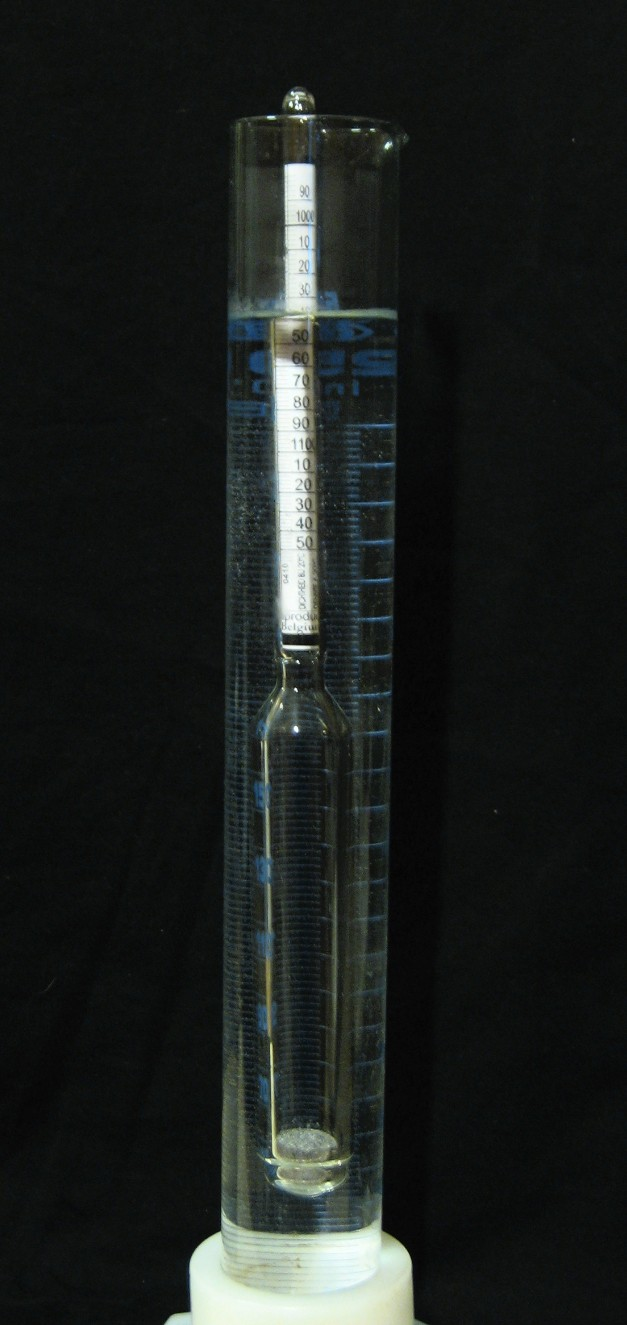
Saccharometer in einer Zuckerlösung

Ein Saccharometer (Zuckermessgerät), auch Saccharimeter, ist ein Gerät zur Bestimmung der Konzentration einer Zuckerlösung.
Das Saccharometer gehört zu den Aräometern und wurde 1843 von Karl Josef Napoleon Balling erfunden. Es revolutionierte die Wein- und Bierherstellung, weil nun beim Wein der Zuckergehalt des Mostes und beim Bier der Stammwürzegehalt des Suds genau festgestellt werden konnte. Während es in der Weinwirtschaft vielfältig weiterentwickelt wurde (z. B. zur Klosterneuburger Mostwaage durch August Wilhelm von Babo), stellt es in der Brauerei bis heute ein unentbehrliches Instrument dar. Es wird in den Ausführungen mit oder ohne Thermometer hergestellt und mit vielen unterschiedlichen Messbereichen (Skalenwerten) und Thermometer-Messbereichen angeboten.